# Vincent Massey
Charles Vincent Massey (Toronto, 20 febbraio 1914 – Londra, 30 dicembre 1967) è stato un avvocato, diplomatico e politico canadese, governatore generale del Canada dal 1952 al 1959. Massey fu il primo governatore generale del Canada nato in Canada.